# Trottoirband

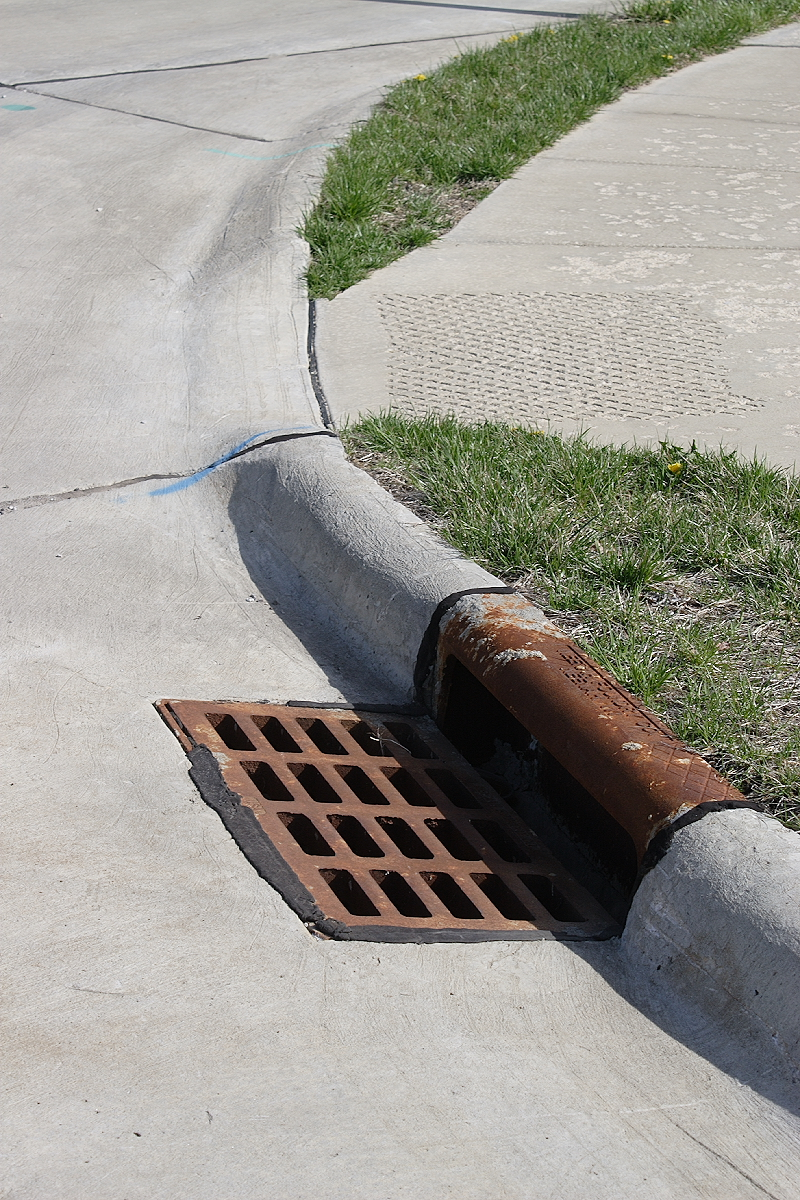
Een trottoirband in een betonnen weg, de band is gelijktijdig met de weg gestort.

Een trottoirband of boordsteen, ook wel stoeprand genoemd, is een element dat de scheiding verzorgt tussen een rijbaan en het meestal hoger gelegen trottoir. De band maakt deel uit van een wegconstructie en voorkomt dat water en vuil van de weg in de bermen, tuinen of huizen terechtkomt. De stoeprand voorkomt tevens dat motorvoertuigen op de stoep rijden. 
Met de Engelse term "kerb" (Britse spelling), "curb" (Amerikaanse spelling) of "curbstone" - de letterlijke vertaling van 'trottoirband' - wordt de meestal rood-wit gekleurde randen van een racecircuit aangeduid.
Trottoirbanden zijn van beton, natuursteen of soms (deels) van metaal. De bovenbreedte varieert van 10 tot 30 cm, de hoogte is doorgaans 20 cm of meer. Trottoirbanden hebben standaard een zicht van 11 cm en zijn vaak opgebouwd uit 1 meter lange elementen. Er worden banden met verschillende maten, bochten en verloopstukken gemaakt. Door op de koppen een hol respectievelijk een dol aan te brengen, grijpen ze in elkaar en verschuiven ze niet van elkaar. In veel landen zijn ze recht en worden ze aangesloten met een voegvulling van specie. Op plaatsen waar in- en uitritten zijn worden de trottoirbanden verlaagd tot weghoogte, of worden er hellende inritbanden toegepast.
Moderne trottoirbanden hebben een schuine rand. Fietsers kunnen er tegenop rijden. Een schuine rand is ook plezieriger voor rolstoelen en kinderwagens.
Langs de band, aan de zijde van de rijweg, loopt vaak een goot om het regenwater af te voeren. In de trottoirband worden trottoirkolken opgenomen. Als de weg horizontaal loopt, zijn de putten op ongeveer 20 meter uit elkaar geplaatst, als de weg helt, kan er onderaan de helling een opvangput zijn geplaatst.